# Аморі (роман)
«Аморі́» (фр. Amaury) — роман французького письменника Александра Дюма, написаний у 1843 році. За жанровою стилістикою твір належить до роману нравів, в його основу покладено реальні події з життя знайомих письменника.

## Історія
На створення повісті «Аморі» автора надихнула доля племінника одного з його друзів — Фелікса Девіолена, який хворів на туберкульоз. Письменник, детально описуючи історію його хвороби, на сторінках твору перевтілюється у вигаданого героя — доктора д'Авріньї, який лікує свою доньку. Таким чином автору вдалося зберегти анонімність прототипу і при цьому невимушено передати тонкий психологізм справжньої життєвої історії. Щоби пом'якшити трагічність оповіді, він обрав для свого твору легкий стиль «causerie» — невимушеної бесіди, якими, за словами Дюма, так славився Париж. Перша публікація «Аморі» відбувалася поетапно, у випусках газети «Presse» друкували окремі глави. Твір справив на читачів таке сильне враження, що граф де Ноай звернувся до редакції з проханням перервати публікацію, доки не вирішиться доля його дочки. Дівчина в цей час хворіла на сухоти і не могла без сліз читати про страждання однієї з головних героїнь роману — Магдаліни, сприймаючи її долю як власну.

## Сюжет
Салон графа М. — осередок світського життя. Під час однієї з нічних бесід у його товариства виникло питання — чи вмирають від кохання? Думки гостей розділились і граф розповідає повчальну історію, яку він дізнався з щоденників друзів. Надалі в повісті слова оповідача подаються упереміш з листами героїв.
Граф Аморі де Леовіль, молодий, шляхетний і багатий красень, приїздить до доктора д'Авріньї. Лікар — близький друг його рано померлих батьків, який виховав Аморі наче власного сина. Однак рік тому він раптово охолонув до свого вихованця і навіть змусив того переселитися в окреме житло. Аморі болісно пережив цей розрив, адже він не тільки поважає доктора як батька, але закоханий і в його дочку — ніжну і чуттєву Магдаліну. Та поділяє почуття Аморі, молодята з острахом планують звернутися до д'Авріньї по дозвіл на шлюб. Поряд з Магдаліною її подруга — осиротіла і бідна двоюрідна сестра Антуанетта. Ця дівчина теж палко закохана в Аморі, однак усвідомлюючи його потяг до Магдаліни, стримує свої почуття. Більш того, вона єдина, хто здогадався про причину нелюбові доктора до колишнього вихованця. Справа в тому, що д'Авріньї вже помітив кохання юнака і по-батьківські приревнував дочку до нього. Антуанетта переконує доктора дати згоду на шлюб всупереч власним прихованим інтересам.
Після заручин щасливий граф де Леовіль повертається додому, де зустрічає свого друга Філіпа д'Орвея. Той просить графа про посередництво. Виявляється, що д'Орвей планує посвататися до Магдаліни, але Аморі повідомляє йому про свої заручини. Під час передвесільного балу д'Авріньї забороняє Магдалині вальсувати, побоюючись за її здоров'я. Втім, це лише викликає у дівчини спалах заздрощів, адже Антуанетті можна все. Люблячий батько розуміє, що ці гнітючі почуття можуть зашкодити більше, ніж заборона, і дає згоду на один танок. Захоплені молодята танцюють до нестями і Магдаліна непритомніє. Це дає поштовх стрімкому розвиткові хвороби, який підсилюють невиправдані ревнощі до Антуанетти. д'Авріньї вмовляє племінницю поїхати до села. Біля ліжка хворої залишається тільки віддані батько і наречений. Це значно покращує її стан, але в останню ніч перед від'їздом до Ніцци Аморі палким поцілунком викликає нервовий зрив у Магдаліни. Цього разу криза для неї виявляється смертельною.
Після кончини дочки д'Авріньї переїджає в село поблизу цвинтаря, де щодня відвідує могилу в очікуванні власної швидкої смерті, адже без дитини сенс життя для нього втрачений. Граф де Леовіль вирушає у мандрівку на північ, де в похмурих країнах планує ятрити серце спогадами про необережно згублену наречену. Анутанетта залишається в домі дядька сама, але під опікою лікаревого друга, графа де Менжиса, а також Аморі, який здійснює наставництво через листування. З листів стає зрозуміло, що попри усі трагічні події вона ще сподівається викликати почуття в Аморі, навіть не зважаючи на те, що до неї залицяється його друг Філіпп д'Орвей і син графа де Менжиса Рауль. Де Леовіль, повернувшись до Парижа, починає несвідомо ревнувати Антуанетту до залицяльників. Напружені відносини між чоловіками виливаються у комічну дуель між Аморі і Філіппом (останній не володіє жодним видом зброї). В останню мить дуель перериває старший граф де Менжис, його втручання відкриває де Леовілю очі на неусвідомлюване ним досі кохання до Антуанетти.
Аморі де Леовіль навіщає доктора д'Авріньї для того, щоб попросити в нього дозволу на шлюб підопічної Антуанетти з графом Раулем де Менжисом (через стриману поведінку дівчини він досі не здогадується про її почуття). Антуанетта, в свою чергу, просить дозволу на шлюб з нелюбим Філіппом д'Орвеєм, адже впевнена, що Аморі втрачений для неї остаточно. Проникливий д'Авріньї здогадується при причини їхніх рішень і благословляє Аморі з Антуанеттою на шлюб. В цю мить приїздить свататися Філіпп д'Орвей, який, як завжди, спізнився. Подарувавши щастя молодим, доктор невдовзі помирає.

## Критика
«Аморі» написаний в стилі, не характерному для Дюма. У творі письменник не звертається до своєї улюбленої теми — історичних подій королівської Франції, а неначе перетворюється на хроніста сучасності (у середині XIX століття туберкульоз був дуже поширений, в тому числі і в середовищі аристократів). Цим можна пояснити популярність повісті після публікації, адже висвітлені в ній події тоді були близькі багатьом. Про злободенність твору свідчить і той факт, що письменник на сторінках повісті жодного разу не назвав хворобу Магдаліни, цілком покладаючись на розуміння своїх читачів, яким не важко було здогадатись, що саме згубило дочку лікаря. З часом, коли суспільна ситуація змінилася, «Аморі» швидко втратив популярність і наразі залишається маловідомим твором у доробку письменника.
Недоліками повісті критики вважають недостатню глибину сюжету, що почасти можна пояснити стислістю твору. Водночас, вони підкреслюють виразність характерів персонажів, вміле висвітлення їхніх підсвідомих мотивів. В цьому сенсі Александра Дюма можна назвати предтечею Зигмунда Фрейда. Трагічність основної лінії сюжету Дюма урівноважує побічними лініями, де використовує тонкий гумор (як от у сцені з дуеллю).